# دماريس
قرية دماريس  هي إحدى القرى التابعة لمركز المنيا بمحافظة المنيا في جمهورية مصر العربية. حسب إحصاءات سنة 2006، بلغ إجمالي السكان في دماريس 7188 نسمة، منهم 3776 رجل و3412 امرأة.